# 人慶
人慶（じんけい）は、西夏の仁宗の治世で用いられた元号。1144年 - 1148年。

## 西暦・干支との対照表
| 人慶 | 元年   | 2年    | 3年    | 4年    | 5年    |
| 西暦 | 1144年 | 1145年 | 1146年 | 1147年 | 1148年 |
| 干支 | 甲子   | 乙丑   | 丙寅   | 丁卯   | 戊辰   |